# سیدووا
سیدووا (به لاتین: Seeduwa) یک منطقهٔ مسکونی در سری‌لانکا است که در Katana Divisional Secretariat واقع شده‌است. سیدووا ۱۲٫۰۶۵ کیلومتر مربع مساحت و ۳۸٬۳۵۵ نفر جمعیت دارد و ۴٫۸۷ متر بالاتر از سطح دریا واقع شده‌است.